# Wilhelm von Wörndle
Wilhelm von Wörndle (auch Wilhelm Wörndle von Adelsfried; * 16. Juni 1863 auf Schloss Weiherburg, Innsbruck; † 29. Januar 1927 in Glatz, Provinz Niederschlesien) war ein österreichischer Historien- und Kirchenmaler.

## Leben
Wilhelm von Wörndle war der Sohn des Landschaftsmalers und Radierers Edmund von Wörndle (1827–1906) und seiner Frau Sophie von Attlmayr († 1898). Wie sein Vater und sein Onkel August von Wörndle studierte er an der Wiener Akademie, wo er u. a. Schüler des Historienmalers Josef Mathias Trenkwald war. 1893/95 half er seinem Vater bei den Fresken der Gedenkkapelle für Andreas Hofer in St. Leonhard in Passeier. Nach einem Studienaufenthalt 1895/96 in Rom arbeitete er zusammen mit seinem Vater an den Fresken der Spitalkirche St. Johann d. T. in Schwaz.
Seit etwa 1900 war er in Glatz ansässig, wo er als viel beschäftigter Kirchenmaler wirkte.

## Werke (Auswahl)
- Niederhannsdorf, Pfarrkirche Johannes d. T.: Altargemälde des Kirchenpatrons
- Altwilmsdorf, Hussitenkapelle: Deckenfresko (1904/05)
- Wölfelsgrund, Wallfahrtskirche Maria Schnee: Fresken „Maria Verkündigung“ und „Maria Heimsuchung“[2]